# 土屋昌巳
土屋 昌巳（つちや まさみ、1952年8月22日 - ）は、日本のシンガーソングライター、ミュージシャン、音楽プロデューサー、ギタリスト。
ロックバンドである一風堂のリーダーおよびボーカル、ギターを担当、「すみれ September Love」
（1982年）のヒットで知られる。一風堂の活動休止後はソロ活動において「スターライト・シャワー」（1984年）や「東京バレエ」（1985年）などの楽曲をリリース。1990年代以降はロックバンドであるTHE BLANKEY JET CITYやGLAYのプロデュースを手掛ける。静岡県富士市出身、血液型はAB型。

## 概要
1952年8月22日に生誕。静岡県富士市の出身。
姉と共に幼少期よりクラシックピアノを習わされたが好きではなかった。ロックやギターに興味を持つも、父親の強い反対を受け、深夜に自宅の屋上でこっそり練習を重ねる毎日であった。その後、地元で開かれた数々のギターコンクールで優勝するなど、ギターテクニックに磨きをかけていき15歳で家出。
ボブ・ディランの「窓からはい出せ」のタイトルの通り、文字通り風呂の窓からはい出し、1969年（昭和44年）に上京。年齢を偽りザ・ゴールデン・カップスのバンドボーイを勤めるも、ほどなく家族に連れ戻される。
日本大学芸術学部放送学科入学を機に再度上京。初めてのアルバイトで購入したヴィンテージ・ギターを校庭で弾いていたところを、斉藤ノブに声をかけられ、以来音楽の世界で身を立てることとなる。本人も「僕が音楽業界に入るきっかけを作ってくれたのはノブちゃん」の通り、この出会いが土屋の運命を大きく変える事になる。
1970年代に入ってからはスタジオ・ミュージシャンとして活動を開始。りりィのバックバンド「バイバイ・セッション・バンド」、大橋純子のバックバンド「美乃家セントラル・ステイション」を経て、1978年に見岳章、藤井章司、平田謙吾らと「一風堂」を結成し、1984年まで活動。イギリスのバンド・ジャパンのワールドツアーにサポートメンバーとして参加したことがある。それを機に1985年には同じイギリスのバンド・デュラン・デュランのサイモン・ル・ボン、ニック・ローズ、ロジャー・テイラーが結成したアーケイディアのレコーディングにも参加。その後ソロに転じ5枚のアルバムを発表。
1990年１月１日よりロンドンに移住。1990年代はTHE WILLARD、BLANKEY JET CITY、マルコシアス・バンプのプロデュースを次々と手掛ける。その後LUNA SEAのギタリスト・SUGIZOの勧めで再びソロアーティストとしても復帰した。
2001年には佐久間正英の呼びかけで屋敷豪太、ミック・カーン、ビビアン・スーと共にThe d.e.pを結成。アルバム1枚とシングル2枚をリリースした他、単独ライブやGLAYのライブへゲスト出演している。
2008年3月、加藤和彦、小原礼、屋敷豪太、ANZAとVITAMIN-Q featuring ANZA結成。12月にアルバムをリリース。2007年9月、ロック・フェスティバル「BUCK-TICK FEST 2007 ON PARADE」にソロ名義で出演。スティーヴ エトウ、TOKIE、ひぐちしょうこがバックを務めた。
2013年11月に15年振りに自身主宰のレーベルよりソロ・アルバムを発表。
2019年、吉川晃司の35周年記念ツアーにギタリストとして参加するも、演奏スタイルの違いから途中離脱することとなった。

## 人物
ロンドンでは約14年間生活したが、移住当初は、受けた仕事がなかなか収入に結びつかなかったり、外国人という理由で銀行口座を開くことさえ容易ではないなど、文化・風習の違いに苦労した。
2003年12月にロンドンより帰国、以後日本に生活の場を移す。愛猫はKIKIという名前。ギターラボのインタビューでは、「自分はインターネットはやらない」と否定的なコメントをしていたが、2011年8月22日からFacebookを開設。定期的に更新している。
自身のFacebookやインタビューなどで「20代のころからベジタリアンになった」「お酒は30代の頃に既に止めているが、タバコだけは止められない。」と記載している。
一風堂時代は身長174cm、体重は44 - 47kgと非常にスリムな体型で、還暦を過ぎた現在でもデビュー当時と体型は変わっていない。
一風堂時代から担当楽器は基本的にはギターだが、ベース、キーボード、ドラムなども担当している。

## 作品

### シングル
1. スターライト・シャワー STARLIGHT SHOWER（1984年6月1日）
2. 東京バレエ TOKYO BALLET（1985年7月21日）
3. さよならフォリナー LIKE A FOREIGNER（1985年9月21日）
4. レディ・ロキシー LADY ROXY（1989年8月21日）

### アルバム
1. RICE MUSIC（1982年6月21日）
スティーヴ・ジャンセン、ミック・カーン、ビル・ネルソン、坂本龍一、ナチコ、EVE参加。
2. TOKYO BALLET（1985年6月21日）
井上鑑が共同制作。
3. LIFE IN MIRRORS（1987年10月21日）
吉田美奈子、デヴィッド・シルヴィアン、ミック・カーン、福岡ユタカ、アンディ・マッケイ参加
4. HORIZON（1988年6月22日）
清水靖晃との共同制作。ミック・カーン、デヴィッド・パーマー、福岡ユタカが参加
5. TIME PASSENGER（1989年9月1日）
小原礼参加
6. Mod' Fish（1997年10月1日）
清水三恵子、ミック・カーン参加
7. 森の人 Forest People（1998年10月21日）
櫻井敦司、ミック・カーン、リチャード・バルビエリ参加
8. Swan Dive（2013年11月6日）
ISSAY、ホッピー神山、MOTOKATSU、KenKen参加
9. Privacy（2019年）
サウンドトラック（新曲2曲収録）付ミニフォトブック

### ベスト・アルバム
- VERY BEST〜すみれSeptember Love（1998年4月1日）
  - 一風堂の作品も含むベスト・アルバム
- ESSENCE:THE BEST OF MASAMI TSUCHIYA（2010年2月24日）
  - 一風堂の作品も含むベスト・アルバム

## 楽曲参加
- 左うでの夢（1981年10月5日）
  - バックコーラス参加
- Life in Tokyo -a tribute to JAPAN（1996年9月4日）
  - M-9 「Visions Of China」
- Q:Are we ANARCHIST?（1999年6月23日）
  - M-5 「改革子供 (Revolution Kids)」 - MASAMI TSUCHIYA featuring KAORI KOGA, SUGIZO & MICK KARN名義。
- PARADE〜RESPECTIVE TRACKS OF BUCK-TICK〜（2005年12月21日）
  - M-4 「見えない物を見ようとする誤解 全て誤解だ」
- LUNA SEA MEMORIAL COVER ALBUM -Re:birth-（2007年12月19日）
  - M-12 「MOON」
- 果てしなきグラムロック歌謡の世界（2011年8月3日）
  - M-10 「花の首飾り」

## プロデュースしたアーティスト
- THE BLANKEY JET CITY
- GLAY
- キム・ワイルド
- 藤井尚之
- 小比類巻かほる
- 小泉今日子
- THE MODS
- 森山達也
- 杏子
- ジャパハリネット
- 惑星
- 三上博史
- SPARKS GO GO
- THE BACK HORN
- マルコシアス・バンプ
- THE WILLARD
- MAGIC
- THE PRIVATES
- 中島美嘉
- KAT
- かげぼうし
- 山口美央子
- THE YELLOW MONKEY
- THE NOVEMBERS

## 楽曲を提供したアーティスト
- 岩崎宏美
- 大橋純子
- 藤井フミヤ
- 濱田マリ
- 根津甚八
- 内海和子
- 沢田研二
- 陣内孝則
- 櫻井敦司
- YOU
- SHAZNA

## 出演

### テレビ番組
- TOKIO ロック TV（1983年 - 1987年、テレビ東京） - 司会を担当。
- 夕やけニャンニャン（1985年 - 1987年、フジテレビ系列） - 「ツッチーホラーショー」のコーナーを担当。

### 映画
- 沙耶のいる透視図（1986年、ヘラルド・エース）
- ザ・ゴールデン・カップス ワンモアタイム（2004年、アルタミラピクチャーズ）

### ドラマ
- 天女の涙（1986年、TBS）

### 舞台
- ショート・アイズ（1985年）

### CM
- 三菱電機「ダイヤトーン ロボティ」（1983年 -1984年）

## KA.F.KA
2013年6月、新たなロックバンドKA.F.KAを結成、配信音源発表。
初ライブは京都のライブハウス「磔磔」にて行われた金子マリ主催イベント。このため急遽集結されたバンドであったと言われている（KenKenはこのライヴのみ参加）。
2014年1月、東京でお披露目となるライブが行われ、バンドとしてのオリジナル曲を一曲も持たない状況で行われた前代未聞のデビューライブであった。
2015年6月28日、LUNA SEA主催『LUNATIC FEST.』に出演。

### メンバー
- ISSAY - Vocal（DER ZIBET）
- 土屋昌巳 - Guitar,Vocal
- ウエノコウジ - Bass（the HIATUS、ex.TMGE）
- 宮上元克 - Drums（ex.THE MAD CAPSULE MARKETS）
- 森岡賢 - Keyboards（minus(-)、ex.ソフトバレエ）

#### 元メンバー
- KenKen - Bass（RIZE）

### ディスコグラフィー
- KA.F.KA（2曲入り配信シングル）2014/6/11

1. The Prisoner
2. Silent Party

- Fantome † Noir （CDアルバム） 2015/5/9

1. Jack The Midnight
2. The Prisoner
3. 夜明け前～Before the Dawn～
4. Labiera Beladen
5. Silent Party
6. Coyote

### ライヴ（イベント含む）
- 2013年4月6日 - 『たっぷり金子な7日間』の6日目[4]（京都磔磔）w/ 金子マリ presents 5th Element Will
- 2014年1月30日 - 『Fantome † Noir episode Un』（渋谷WWW）w/ Der Zibet
- 2014年4月11日 - 『Fantome † Noir episode deux』（渋谷WWW）w/ ホッピー神山
- 2014年11月23日 - 『Fantôme † Noir épisode trois』（渋谷クラブクアトロ）w/ SUGIZO[5]。
- 2015年6月28日 - 『LUNATIC FEST.』2日目（幕張メッセ）
- 2015年8月23日 - 『WORLD HAPPINESS 2015』（夢の島公園陸上競技場）。
- 2016年8月11日 - 『acid android in an alcove vol.8 × THE NOVEMBERS PRESENTS 首』（CLUB CITTA'）